# عشاش
عشاش هي إحدى القرى اللبنانية المسيحية من قرى قضاء زغرتا في محافظة الشمال.

قرية عشاش

تقع قرية عشاش على بُعد ماية كيلومتر من العاصمة بيروت، واثني عشر كيلومتراً من عاصمة الشمال طرابلس.

عدد سكانها يزيد على ألفي نسمة ومعظم أبنائها في بلدان الاغتراب.

يحدّها شرقاً كفرحبو، وغرباً رشعين، وشمالاً مرياطة وحيلان وبوسيت، وجنوباً أملاك دير مار أنطونيوس قزحيّا.

مساحة بلدة عشاش تبلغ نحو ستة ملايين ونصف المليون مترا مربعا.

تعلو البلدة عن سطح البحر مايتين وخمسين متراً.

تمتاز بمناظرها الخلاّبة وكأنّها سهل البقاع بين سلسلتين من الجبال شمالية وجنوبية، تحيط بها جبال بوسيت – تربل – دنحي. 

وتمتاز بنهرها المنسابة مياهه بهدوء، وينابيعها التي تروي السكان وتسقي الأرض.

يمر القاصد إليها عبر الطرقات التالية:

ـ بشري – إهدن - زغرتا – رشعين – عشاش.

ـ شكا - زغرتا – رشعين – عشاش.

ـ طرابلس – أردة – مرياطة – عشاش.
أصل اسم عشاش

تضاربت الآراء والروايات عن أصل اسم قرية عشاش، فمن قائل أنّها كلمة سريانية ومعناها الألم والحزن، أو كلمة عبرية ومعناها الخراب والدمار، أو عربية وهي جمع كلمة عشّ بالنظر لكثرة الأشجار من دلب وصفصاف وغار حول جانبي النهر الذي يخترق القرية حيث تتكاثر العصافير لتبني فيها أعشاشها، فأُطلق على القرية اسم عشاش.
نشوء البلدة

إن أقدم وثيقة مكتوبة تشيرإلى تاريخ نشوء قرية عشاش. وعلى أنها كانت مأهولة منذ القرن السابع عشر ترد في مخطوط محفوظ لدى عائلة شلهوب يفيد بأن أجداد هذة العائلة قدموا إلى عشاش في هذا القرن. إضافة إلى ما جاء في كتاب «تاريخ الأزمنة» للعلاّمة البطريرك اسطفان الدويهي حول مقتل بعض أهالي البلدة عام 1673.

والهجرة الثالثة والكبيرة هي مع بداية أحداث 1975 ومقتل ثلاثة رهبان في دير مار جرجس عشاش وبعض أبناء البلدة.
عائلات عشاش

لا يعرف زمن قدوم العائلات التي تتألف منها قرية عشاش حالياً، إلا أنه يرجّح أن عائلة شلهوب قدمت من دوما، وعائلة نفّاع قدمت من بيت شباب، وعائلة مجلّي المعروفة أيضاً بالسرعلي أتت من سرعل، وعائلة القناتي من قناة، وعائلة حبيتر (جريج) وكنفوش وفرح وسواها من العائلات تفرّعت من عائلات أو أتت مع أقارب لها من الرهبان الذين أقاموا وخدموا في دير مار جرجس عشاش طلبا للعمل أو هربا من ظلم.

وإنه في العام 1700 لجأ إلى عشاش الشيخ يوسف ابن الخوري جرجس ووالده اثر انهزامه أمام الشيخ عماد الهاشم منافسه على مشيخة العاقورة.

وفي منتصف القرن السابع عشر كانت عشاش من نصيب حاكمية الشيخ فارس الشمّر والتي شملت قرى: كفرحاتا، زغرتا، أصنون، الخالدية، كفردلاقوس، مجدليا، دنحي، عردات، عشاش، مرياطة، حيلان، عزقي، عدوة، كفريا، مركبتا، بوسيت، تربل، دير عمار، برج اليهودية، المنية وبحنين.

وإن بلدة عشاش التي عانت من هجرتين مترافقتين فضلا عن التهجير الذي أصاب أبناءها إبان أحداث 1975 جعل البلدة شبه خالية من سكانها فمنهم من هاجر من البلدة إلى المدينة سعيا وراء لقمة العيش ومنهم من توجّه نحو بلاد الاغتراب.

ان عدد المغتربين من بلدة عشاش المنتشرين في العالم يفوق كثيرا عدد المقيمين على أرضها. وقد بدأت الهجرة في أواخر القرن التاسع عشر واشتدت في أواخر القرن العشرين. وأسبابها ليست حب اللبناني للمغامرة والأسفار والوقوف على المعالم الجديدة واكتشاف المجهول، بل كانت الهرب من الاضطهاد والظلم والجور وتردي الأوضاع الاقتصادية والسياسية وطلبا لغنيمة السلامة.

بدأت الهجرة من قرية عشاش مع هجرة أبناء شمال لبنان حوالي العام 1875 فقد هاجر أكثر من نصف سكانها بين العامين 1875 – 1913 إلى كوبا والولايات المتحدة الأميركية، والبعض منهم إلى البرازيل واستراليا.

اما الهجرة الحديثة فقد بدأت بعد الحرب العالمية الثانية سنة 1945 إلى كندا وفنزويلا واستراليا، وهذه استقطبت القسم الأكبر من الاغتراب الثاني.
مخاتير عشاش

ان المخاتير الذين تعاقبوا على القرية منذ أواخر القرن التاسع عشر حتى يومنا هذا، هم على التوالي:

أسعد اغناطيوس

الياس ساسين

ماجد مالك شلهوب

فؤاد ميخائيل مجلّي

ماجد مالك شلهوب للمرة الثانية

انطونيوس محرز شلهوب

جريس مقبل انتخب سنة 1998 بعد عودة أهل البلدة إلى قريتهم
بلدية عشاش

في بلدة عشاش كما في مرياطة جرت للمرّة الأولى سنة 2002 انتخابات البلدية المنشأة حديثا بفضل مساعي وزير الداخلية السيد الياس المرّ وسهر واهتمام محافظ الشمال السيد ناصيف قالوش بعد أن كانت شؤون البلدتين تابعة لقائمقام زغرتا. وأصبح السيد خريستو نفاع أول رئيس لبلدية عشاش.

رئيس واعضاء بلديتها؛ #عمرها_حجر_و_بشر
```

خريستو نفاع 
الياس مخرز
داني ابي عساف
مخايل دكان
جان سعد
بيار باخوس
ميلاد جريج
انطونيوس شلهوب
بسام مقبل
```

المستوصف

سعى ديرمار جرجس عشاش على غرار توجيهات الرهبانية التي لم تهمل خدمة أبناء شعبها في تأمين الخدمات الطبية للمرضى، والمساعدات المرضية والاجتماعية للمعوزين والفقراء حين أوجدت قرب كل دير وفي كل مدرسة تابعة لها مستوصفا لمعاينة المرضى من قِبل أطباء اختصاصيين وممرضات يقدمون لهم الأدوية والعناية اللازمة.

وقد سعت الرهبانية على يد الأب المدبر أنطونيوس مقبل ابن بلدة عشاش في تقديم الأرض غرب الدير لبناء مستوصف جمع أموال بنائه من المغتربين من أجل تقديم الخدمات الصحية والاجتماعية في بلدة عشاش.
جمعيات وأخويات

نادي عشاش

الجمعية الخيريرية

لجنة وقف مار بنديليمون

```
أخوية الحبل بلا دنس 
```

الطلائع

الفرسان
رهبان وراهبات من بلدة عشاش

الأب المدبّر أنطونيوس مقبل من الرهبانية اللبنانية المارونية

الأب ميشال الدكان من الرهبانية اللبنانية المارونية

الأخت ماري روبير مقبل من راهبات الوردية

الأخت ماريات اغناطيوس من الراهبات الأنطونيات

الأخت ماري جيلبير داغر من راهبات عبرين